# ボルボックス目
ボルボックス目（ボルボックスもく、Volvocales）は緑藻植物門緑藻綱の目の一つである。オオヒゲマワリ目とも言う。従来はおおよそ２種の分類体系があり、単細胞で遊泳性を示すクラミドモナス類を含む広義のものと、群体性のもののみを含む狭義のもの（この場合はクラミドモナス目を別に設ける）とがあった。遺伝子解析などをもとにした最新の分類体系では、従来のクロロコックム目などをもひとくくりとした大きな目として組みなおされている。

## 概要
狭義ボルボックス目の藻類は平面的もしくは球体の群体を形成する。群体を構成する細胞の数も、4個のシアワセモから 500個超のボルボックスまで様々である。全ての細胞は2本の鞭毛を持っており、一つ一つはクラミドモナスのような形態をしている。鞭毛は群体全体で協調して動作する。
無性生殖と有性生殖の両方が知られている。前者は細胞の二分裂により、細胞数がある程度増えると新たな群体が形成される。ボルボックスなどの大きくなった群体では群体の前部に遊泳力のある細胞が位置し、生殖能のある細胞は群体後部に存在している。娘群体も群体内部の後部に保持される。有性生殖は同型配偶子接合（オス・メスともに同じ大きさの生殖細胞（遊走子）が接合する）から卵生殖（不動の大きな雌性細胞と、遊走子態の雄性細胞が接合する）まで様々である。
広義には、単細胞の鞭毛虫であるクラミドモナス目（Chlamydomonadales）やドナリエラ目（Dunallielales）をそれぞれ亜目として含める場合が多い。

## 最新分類
下記に、英語サイト「AlgaeBase」(2018年3月時点)による内部分類を掲げる。クラミドモナス目の下に２８科(および未分類１グループ)を置いているが、この場合のクラミドモナス目は、ボルボックス目と同義である。数字は同サイトの掲載種数。
遺伝子解析などをもとにした最新の分類体系では、クロロコックム目、ヨツメモ目、キリンドロカプサ目等々をもひとくくりとし、新しい目としてまとめられている。この内部分類については現在追認研究がなされている段階であり、下記分類も今後書き換えられる可能性がある。
- Actinochloridaceae (16)
- Asteromonadaceae (10)
- カルテリア科 Carteriaceae (5)
- カラキオクロリス科 Characiochloridaceae  (23)
- カラキオシフォン科 Characiosiphonaceae (2)
- クラミドモナス科 Chlamydomonadaceae (960)
- Chlorangiellaceae (41)
- Chlorochytriaceae (11)
- クロロコックム科 Chlorococcaceae  (140)
- Chlorosarcinaceae (43)
- ドナリエラ科 Dunaliellaceae (64)
- Gloeodendraceae (0)
- ゴニウム科 Goniaceae (14)
- ヘマトコッカス科 Haematococcaceae (42) - クロロゴニウム
- ホルモチラ科 Hormotilaceae  (4)
- Hypnomonadaceae (3)
- Palmellaceae (20)
- Palmellopsidaceae (51)
- ファコツス科 Phacotaceae (83)
- Pleurastraceae  (4)
- プロトシフォン科 Protosiphonaceae (4)
- Raciborskiellaceae  (2)
- Sphaerocystidaceae  (14)
- Sphaerodictyaceae  (4)
- スポンディロモルム科 Spondylomoraceae (14)
- テトラバエナ科 Tetrabaenaceae (2) - シアワセモ
- ヨツメモ科 Tetrasporaceae (50)
- ボルボックス科 Volvocaceae (70)

また、日本の書籍としては、2009年刊の「植物の百科事典」において、この新しいオオヒゲマワリ目(ボルボックス目)の内部分類が示されているので、これも参考として下記に掲げる。
なお、AlgaeBaseでは、ナウトコッカスはクロロコックム科へ、トレウバリア科やキリンドロカプサ科はヨコワミドロ目へ移されるなどしている。
オオヒゲマワリ目
- クラミドモナス科 Chlamydomonadaceae
- ドナリエラ科 Dunaliellaceae
- ゴニウム科 Goniaceae
- ヘマトコッカス科 Haematococcaceae
- テトラバエナ科 Tetrabaenaceae
- ボルボックス科 Volvocaceae
- スポンディロモルム科 Spondylomoraceae
- ヨツメモ科 Tetrasporaceae
- ナウトコックス科 Nautococcaceae
- クロロコックム科 Chlorococcaceae
- カラキオシフォン科 Characiosiphonaceae
- カラキオクロリス科 Characiochloridaceae
- プロトシフォン科 Protosiphonaceae
- ホルモチラ科 Hormotilaceae
- ファコツス科 Phacotaceae
- カルテリア科 Carteriaceae
- トレウバリア科 Treubariaceae
- キリンドロカプサ科 Cylindrocapsaceae
- カエトクロリス科 Chaetochloridaceae
- パルメロプシス科 Palmellopsidaceae
- パルモディクチオン科 Palmodictyaceae

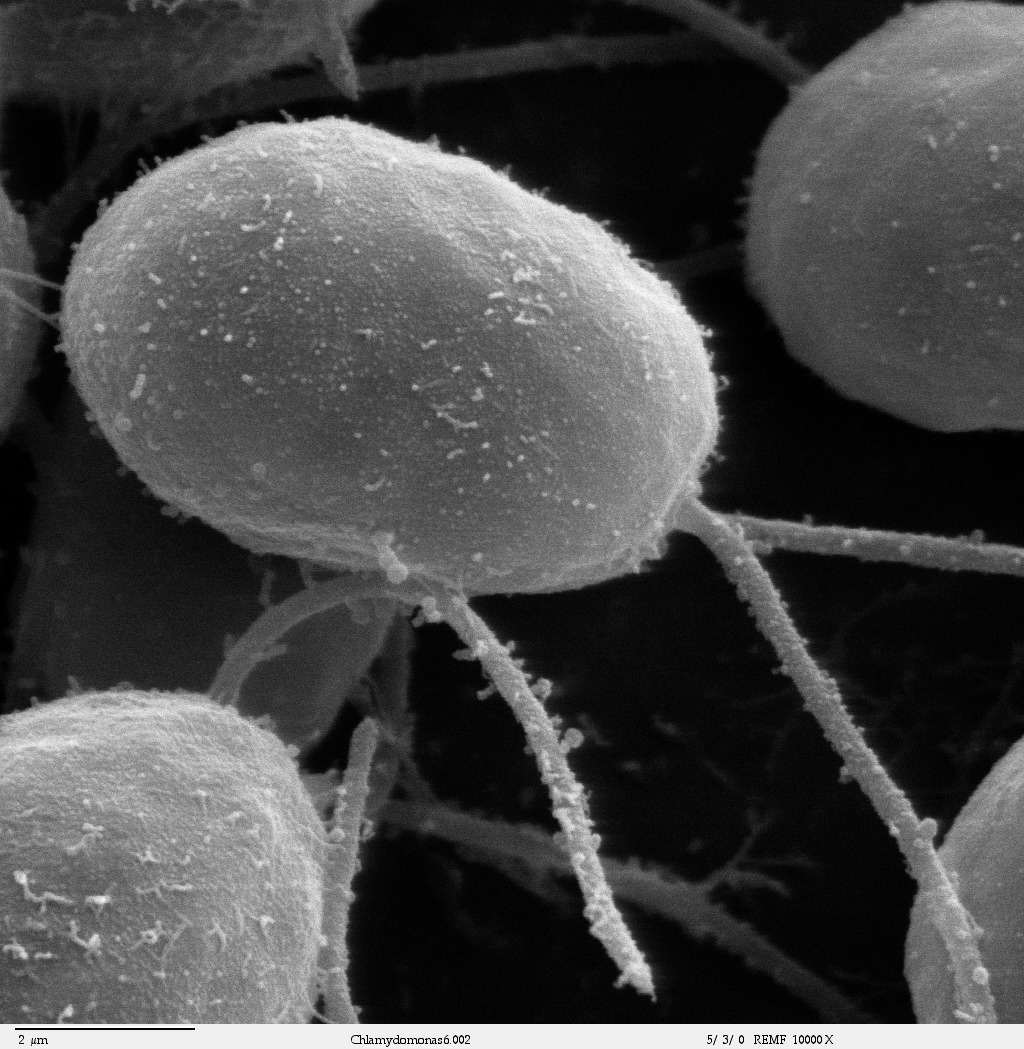
クラミドモナスの走査型電子顕微鏡像
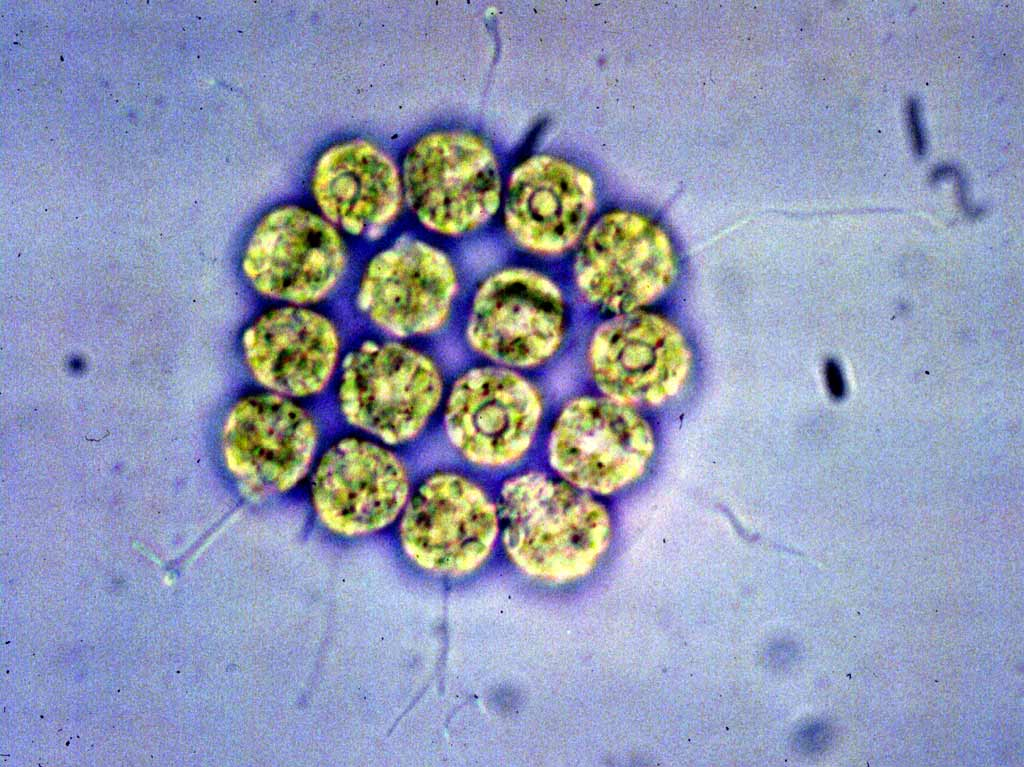
ゴニウムの一種（Gonium pectorale）
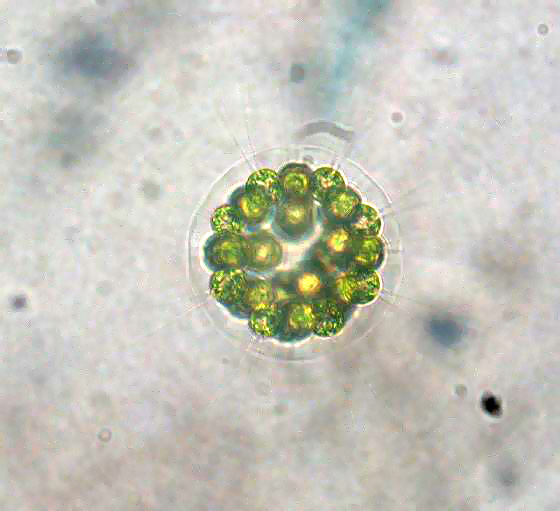
ユードリナ（Eudorina sp.）